# Fran Silvestre
Fran Silvestre (Valencia, 5 de julio de 1976) es un doctor arquitecto, diseñador y profesor español. Es bisnieto del ingeniero Valentín Silvestre.

## Biografía
Estudió en la Universidad Politécnica de Valencia, obteniendo el título de arquitecto en 2001 con matrícula de honor y en la Technische Universiteit Eindhoven, donde se especializó en urbanismo alcanzando también la máxima calificación. Durante su estancia en Holanda colaboró en el estudio de MVRDV. Desde 2002 y hasta 2004 trabajó en el estudio de Álvaro Siza en Oporto y posteriormente regresó a Valencia donde un año después estableció su propio estudio. En 2016 obtuvo el título de doctor con la mención cum laude por la Universidad Politécnica de Valencia, ante un tribunal presidido por el arquitecto y catedrático de la UPC Carlos Ferrater.
En 2005 fundó el estudio Fran Silvestre Arquitectos en Valencia y como se aprecia a través de su obra, su trabajo muestra influencias del arquitecto y premio Pritzker Álvaro Siza y del escultor Andreu Alfaro, entre otros. En sus proyectos de factores como la modulación, la seriación o la luz. Entre los más significativos destacan: El centro de arte y auditorio de Alfafar (2008), la casa del atrio (2009), la casa del acantilado (2011), la casa Balint (2014), la casa entre la Pinada (2016), la casa Hofmann (2017) o la Casa Sabater (2022).
Algunos de los proyectos que ha realizado han obtenido galardones y reconocimientos internacionales, como el premio MHK en Berlín en 2009, el Premio Nagrade Hise en 2011, el Premio de diseño Red Dot en 2013, el de la BEAU, o el IFCC de Nueva York, ambos en 2016. Asimismo, ha participado en congresos internacionales como el Cityliv, celebrado en Maastricht en 2013, o el Congreso Internacional de Arquitectura de Panamá en 2014. Su obra ha sido publicada en revistas como GA Houses, On-Site, TC Cuadernos o Arquitectura Viva, y libros especializados de arquitectura en editoriales como Rizzoli, Taschen y Phaidon Press, y ha sido expuesta en exposiciones celebradas en diferentes países. Críticos como David Cohn o Philip Jodidio se han ocupado de ella.

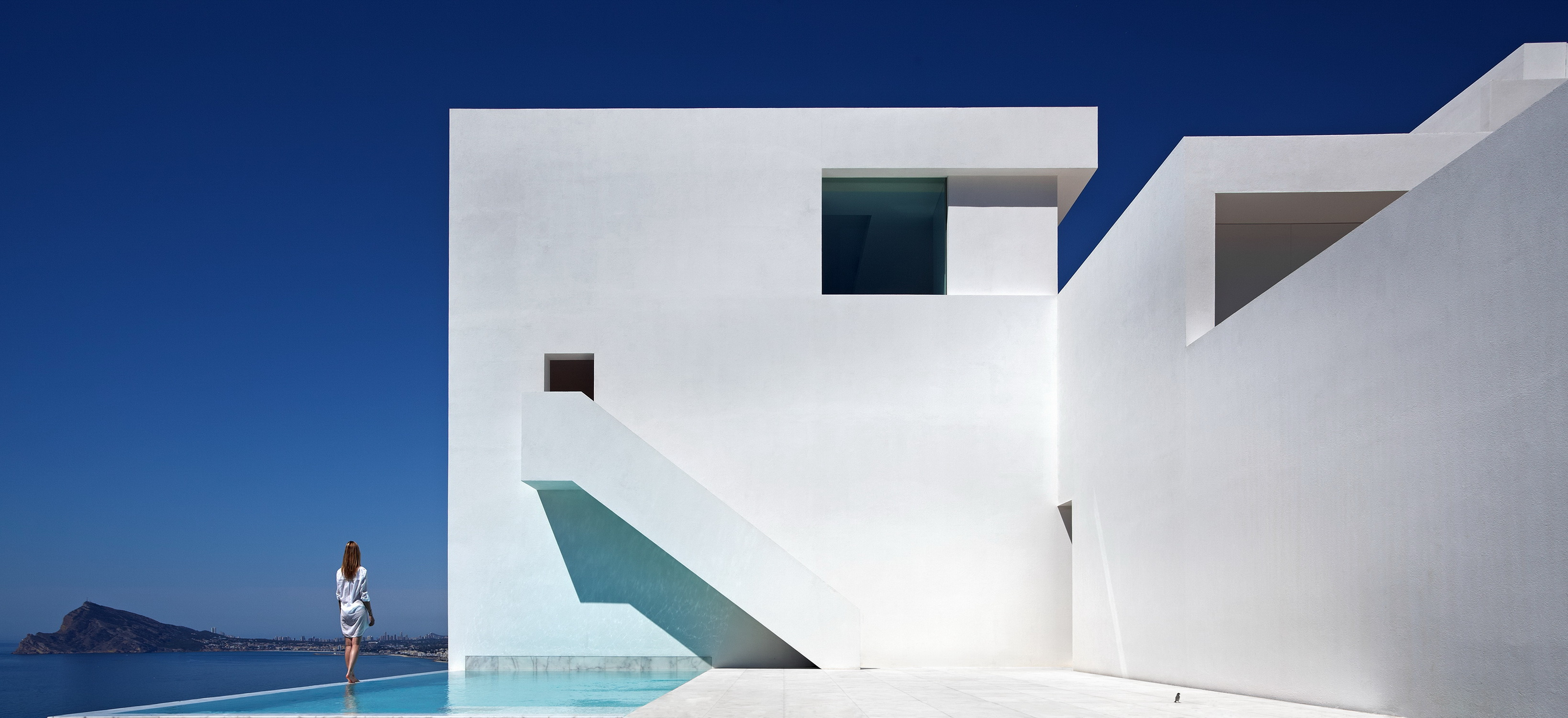
Casa del Acantilado, Calpe

En marzo de 2018 gana el concurso para la realización de un macrocomplejo en la ciudad de Qingdao. Ha recibido premios como el de la Fundación Caja de Arquitectos de 2001 o el Premio del Colegio de Arquitectos COACV del 2010, el Red Dot Design Award en 2013, el Premio al mejor arquitecto de la Comunidad Valenciana (entregado en el IVAM también en 2013), en 2015 recibidó el Build Architectural Award en Reino Unido, el primer premio otorgado por el Consejo Superior de Arquitectos de España en la XIII Bienal Española de Arquitectura y Urbanismo en la categoría de Diseño y el NYCxDESIGN Award en Nueva York, ambos en 2016. Ha sido cuatro veces premiado por el Ministerio de Economía y Tecnología Alemán con el German Design Award y en 2022 la Federación Internacional de Arquitectos y Diseñadores le concede el Primer Premio con la medalla de oro en la categoría de Arquitectura.
En 2012 actuó en calidad de embajador de la arquitectura española en Estados Unidos a través del programa Spain Arts and Culture del Ministerio de Cultura y Deporte.

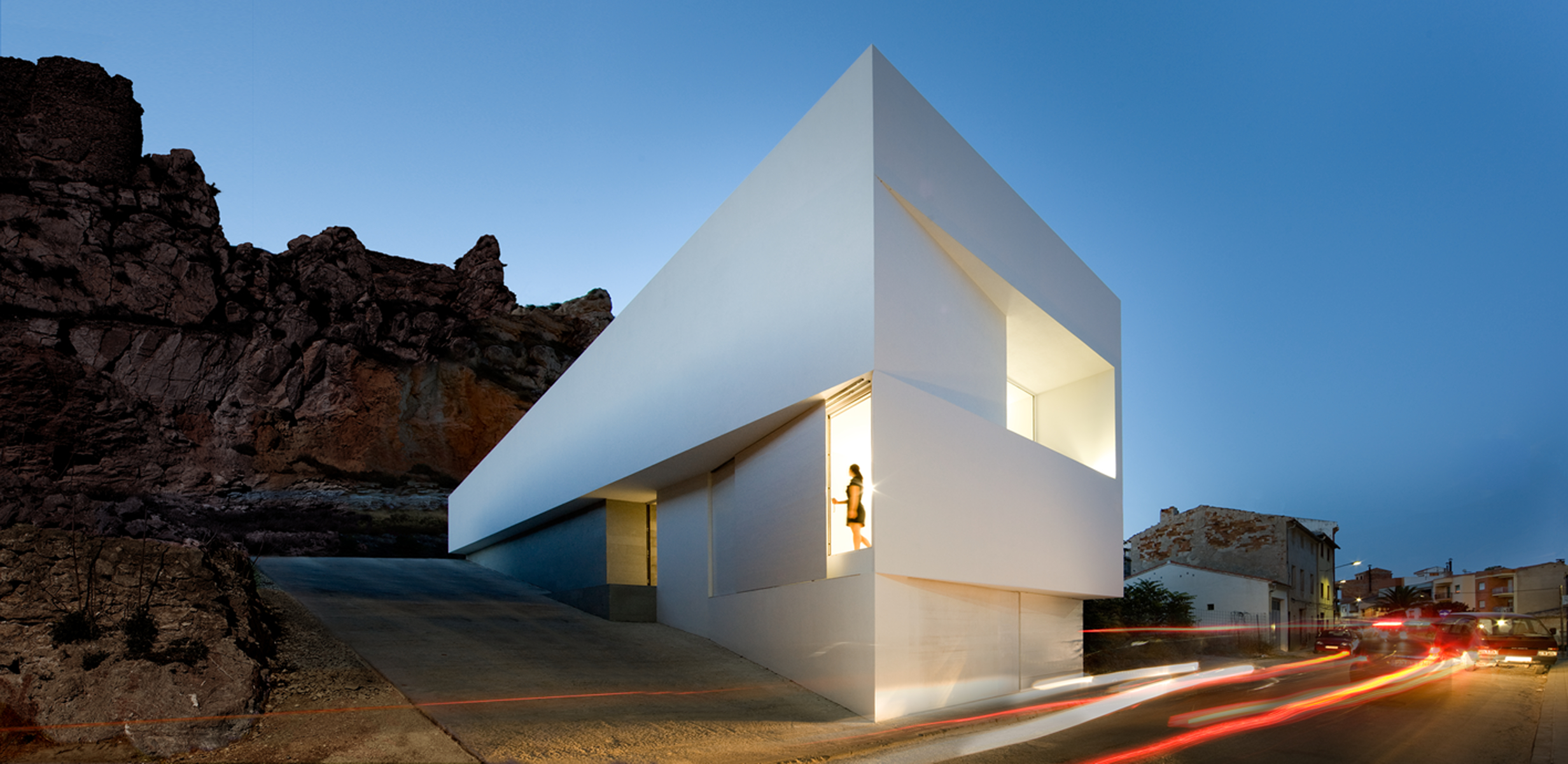
Casa en la Ladera de un Castillo, Ayora

## Obras representativas
- 2008 - Centro de Arte y Auditorio, Alfafar.
- 2009 - Casa del Atrio, Valencia.
- 2010 - Casa en la ladera de un castillo, Ayora.
- 2011 - Torre Eólica.[13]
- 2011 - Casa en un acantilado, Calpe.
- 2012 - Casa de aluminio, Madrid.
- 2013 - Vinoteca Vegamar, Valencia.
- 2013 - Casa Balint, Bétera.
- 2014 - Rehabilitación integral del edificio de oficinas APV, Valencia.
- 2016 - Casa entre la Pinada, Valencia.
- 2016 - Sede de las nuevas oficinas ARV, Valencia.
- 2016 - Casa de la Brisa, Castellón.
- 2017 - Nueva sede de Petra The Stone Atelier, Valencia.[14]
- 2017 - Casa Hofmann, Rocafort.
- 2021 - Casa Piera, Burriana.
- 2022 - Casa Sabater, Orihuela.

## Docencia
Imparte clases de proyectos en la Escuela Técnica Superior de Arquitectura la Universidad Politécnica de Valencia, de la que fue subdirector hasta 2011, en la Universidad Europea y dirige el Máster en Arquitectura MArch en el que colaboran Álvaro Siza, Eduardo Souto de Moura, Carlos Ferrater, Aires Mateus y Juan Domingo Santos. Actualmente ocupa la cátedra Regnier Chair de la Kansas State University, desde la que dirige el quinto curso de proyectos arquitectónicos de dicha universidad. También ha participado como profesor visitante en:
- Escuela Técnica Superior de Arquitectura de Granada (2006)
- Escuela Técnica Superior de Arquitectura de Sevilla (2008)
- Escuela Técnica Superior de Arquitectura de La Coruña (2009)
- Center for Architecture of New York (2012)
- Kansas State University (2012)
- Knoxville University (2012)
- School of Architecture and Design, Virginia Tech (2012)
- School of Architecture – Blacksburg (2012)
- Escuela de Arte de Almería (2013)
- Escuela de Arte de Almería (2016)
- School of Architecture and Design, Virginia Tech (2017)
- Kansas State University (2017)[16]

## Premios
- Primer Premio Fundación Caja de Arquitectos, 2001
- Primer premio para la Remodelación de la cripta de la Colonia Güell, 2002
- Mención Premios COACV (2007, 2008, 2009)
- Premio MHK (Berlín), 2009
- Seleccionado para la exposición “On Site: Architecture in Spain” en el MoMA de Nueva York, 2009
- Finalista Archdaily Building of the year 2010
- Nagrade Hise Awards, 2011
- Finalista Archdaily Buildign of the year 2012
- Premio Red Dot Design, 2013
- Premio al Mejor estudio de Arquitectura de la Comunidad Valenciana, 2013
- Nominado a los Premios ENOR 2014
- Seleccionado a los Wan Awards, 2015
- Premio Best Residential Architect BUILD Architecture Awards, 2015
- Nominado al German Design Award 2015[17]
- Premio XIII Bienal Española de Arquitectura y Urbanismo, 2016[18]
- Premio NYCxDesign Awards, 2016
- Mención especial German Design Award 2016
- Premio MDK, concurso restringido 2017
- German Design Award, 2020
- German Design Award, 2021
- German Design Award, 2022
- IF Design Award, 2022
- German Design Award, 2024

## Exposiciones
- 2006 - Exposición "On-Site. New architecture in Spain", Nueva York, Estados Unidos.
- 2008 - Exposición "Centro de arte y auditorio", Alfafar.
- 2009 - Exposición "Arquitectura de la casa", Godella.
- 2010 - Exposición "Modus Vivendi. Interiorismo en Valencia", Valencia.
- 2011 - Exposición "GA International 2011. Emerging Future", Tokio, Japón.
- 2012 - Exposición "Neuf architectes, neuf propositions pour habiter", Hyères, Francia.
- 2012 - Exposición "GA International 2012. Emerging Future", Tokio, Japón.
- 2012 - Exposición "Eólica. Aerogenerador urbano", Godella.
- 2013 - Exposición "Aimer, aimer, aimer: bâtir", Hyères, Francia.[19]
- 2013 - Exposición "GA International 2013. Emerging Future", Tokio, Japón.
- 2013 - Exposición "Made by architects. Diseño de mobiliario hecho por arquitectos", Alicante.
- 2014 - Exposición "XL/XS, Diseño de Arquitectos", Valencia.
- 2014 - Exposición "Skyscraper, la ciudad en altura", Godella.[20]
- 2014 - Exposición "GA International. Project 2014", Tokio, Japón.
- 2016 - Exposición "GA International. Project 2016", Tokio, Japón.
- 2017 - Exposición "GA International. Project 2017", Tokio, Japón.[21]
- 2020 - Exposición "GA International. Project 2020", Tokio, Japón.
- 2022 - Exposición "GA International. Project 2022", Tokio, Japón.